# Биллер, Джон
Джон Артур Биллер (англ. John Arthur Biller; 14 ноября 1877, Ньюарк, Нью-Джерси — 26 марта 1934, Нью-Йорк, Нью-Йорк) — американский легкоатлет, призёр летних Олимпийских игр.
Сначала Биллер участвовал в летних Олимпийских играх 1904 в Сент-Луисе. Он занял третье место в прыжке в длину с места, выиграв бронзовую медаль, а также четвёртое в прыжке в высоту с места и пятое в метании диска.
На летних Олимпийских играх 1908 в Лондоне Биллер участвовал в обоих прыжковых дисциплинах с места. Он выиграл серебряную медаль в прыжке в высоту и стал четвёртым в прыжке в длину.